# George Younger (4e vicomte Younger de Leckie)
George Kenneth Hotson Younger, 4e vicomte Younger de Leckie, baron Younger de Prestwick, (22 septembre 1931 - 26 janvier 2003), est un homme politique et banquier conservateur britannique. 

## Jeunesse et carrière
L'ancêtre de Younger, George Younger (baptisé 1722), est le fondateur de George Younger and Son of Alloa, l'entreprise brassicole de la famille (à ne pas confondre avec Younger's of Edinburgh). L'arrière-grand-père de Younger, George Younger (1er vicomte Younger de Leckie), est créé vicomte Younger de Leckie en 1923. Il est l'aîné des trois fils d'Edward Younger, 3e vicomte Younger de Leckie. 
Il est né à Stirling en 1931 et fait ses études à la Cargilfield Preparatory School, au Winchester College et au New College d'Oxford, où il obtient une maîtrise. Entré dans l'armée britannique, il sert pendant la guerre de Corée avec les Argyll & Sutherland Highlanders. Le 7 août 1954, il épouse Diana Tuck, fille d'un capitaine de la Royal Navy; ils ont quatre enfants. 

## Carrière politique
Il se présente sans succès, dans le North Lanarkshire aux élections générales de 1959. Par la suite, il est initialement sélectionné pour se porter candidat aux sièges de Kinross et de West Perthshire lors d'une élection partielle à la fin de 1963, mais accepte de se retirer pour permettre au nouveau Premier ministre Alec Douglas-Home d'accéder à la Chambre des communes. 
Suivant les traces de son arrière-grand-père, le 1er vicomte, Younger, il est devenu député d'Ayr en 1964 et est Secrétaire d'État pour l'Écosse de Margaret Thatcher pendant sept ans. Il succède à Michael Heseltine en tant que secrétaire d'État à la Défense en 1986 lorsque Heseltine démissionne du cabinet pour un différend concernant des hélicoptères connu sous le nom de l'affaire Westland. Lors des élections générales de 1987, dans le cadre d'un recul des conservateurs en Écosse, il conserve son siège après trois recomptages, avec une majorité de 182 voix seulement (contre près de 8 000 en 1983). Incidemment, il est gagné par son successeur Phil Gallie par une majorité encore plus petite de 85 voix en 1992. 

## Fin de carrière
Il quitte le cabinet en 1989 et rejoint la Royal Bank of Scotland, dont il est devenu président en 1992. Il est créé pair à vie en tant que baron Younger de Prestwick, d'Ayr dans le district de Kyle et Carrick, le 7 juillet 1992, cinq ans avant de devenir vicomte. En tant que tel, il continue à siéger à la Chambre des lords après l'adoption de la House of Lords Act 1999 qui prive du droit de vote la plupart des pairs héréditaires. Younger est chancelier de l'Université Napier d'Édimbourg de 1993 jusqu'à sa mort, et commissaire à l'Assemblée générale de l'Église d'Écosse pour 2001 et 2002. 